# San Pedro del Gallo
San Pedro del Gallo es una localidad del estado mexicano de Durango, ubicado en el centro-norte del estado y es cabecera del municipio del mismo nombre. Se ubica en la zona conocida como la Comarca Lagunera.

## Historia
La región donde hoy se localiza San Pedro del Gallo, fue conquistada a mediados del siglo XVII por los españoles, que para lograrlos se enfrentaron a las naciones originarias de la zona que ofrecieron encarnizada resistencia a la conquista, ayudadas por sus costumbres nómadas, entre ellas estuvieron tepehuanes, cocoyomes, aoclames y chizos. Para lograr su reducción y poblar la zona, así como para asegurar la comunicación entre la ciudad de Durango y Parral, los españoles establecieron una serie de presidios, uno de ellos fue el Presidio de San Pedro del Gallo, que con una guarnición de 25 soldados fue fundado el 22 de febrero de 1680 por Bartolomé de Estrada, gobernador de la Nueva Vizcaya, junto a un ojo de agua rodeado de tulares, que fue aprovechado para el abastecimiento de la población y para el abastecimiento en la travesía por el desierto. 
La población se consolidó, y posterior a la Independencia de México fue constituido en cabecera municipal, sin embargo, su localización en medio de una zona desértica y aislamiento por no transitar por el los principales caminos de la zona, motivaron que su población fuera cada vez más escasa, lo que llevó a que el municipio del cual es cabecera fuera suprimido en dos ocasiones, el 24 de diciembre de 1926 y el 30 de octubre de 1930, en ambos casos quedando incorporado al municipio de Nazas y también ambas siendo restablecido, primero en 1930 y luego el 30 de enero de 1932, fecha desde la que ha tenido el carácter de cabecera municipal ininterrumpidamente.

## Localización y demografía
San Pedro del Gallo se encuentra localiza en la zona centro-norte del estado de Durango, en las coordenadas geográficas 25°33′59″N 104°17′34″O / 25.56639, -104.29278 y a una altitud de 1 660 metros sobre el nivel del mar, a unos 50 kilómetros al norte de la ciudad de Nazas y a 25 de San Luis del Cordero, poblaciones con las que se comunica por una carretera estatal pavimientada de dos carriles, en Nazas dicha carretera se enlaza a la Carretera Federal 34 y hacia el norte con la Carretera Federal 30 cercana a la ciudad de Mapimí, dichas carreteras lo comunican con el resto del estado y del país.
De acuerdo a los resultados del Conteo de Población y Vivienda de 2005 realizado por el Instituto Nacional de Estadística y Geografía, San Pedro del Gallo tiene una población total de 480 habitantes, de los cuales 224 son hombres y 256 son mujeres.